# Multiple endokrine Neoplasie
Die Multiple endokrine Neoplasie (Abkürzung: MEN) ist eine autosomal-dominante erbliche Tumorerkrankung mit neuroendokrinen Tumoren, also insbesondere Tumoren der endokrinen Drüsen mit dadurch ausgelösten Überfunktionen der betreffenden Hormone. Die Multiple endokrine Neoplasie hat in der Bevölkerung eine Häufigkeit von 1:50.000.
Sie wird traditionell in zwei Hauptformen eingeteilt, MEN 1 und MEN 2. Einige Unterformen sind hinzugekommen.

## MEN 1

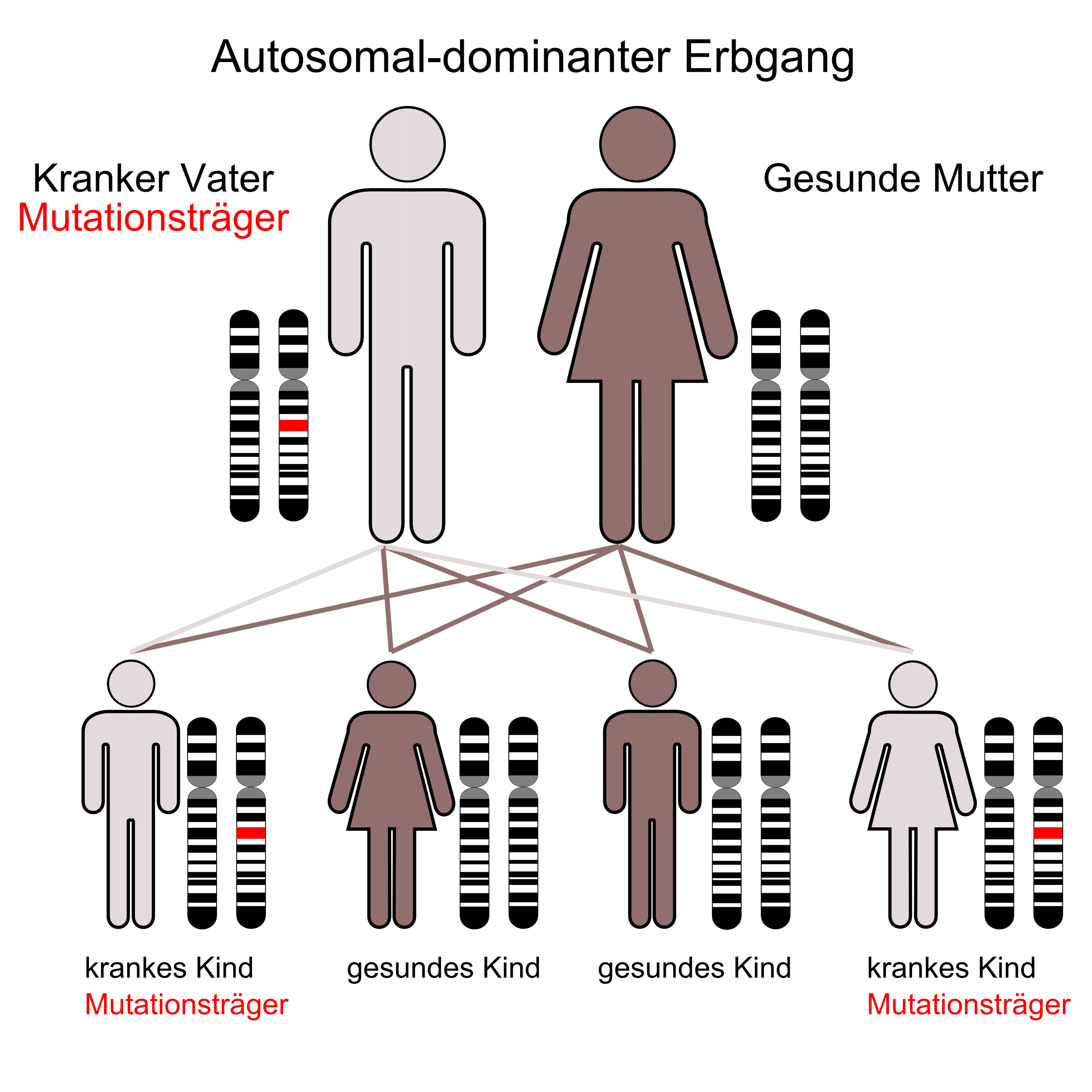
Der autosomal-dominante Erbgang

Die MEN 1 (Wermer-Syndrom, nach Paul Wermer, amerikanischer Internist, 1898–1975) ist durch Tumoren der Nebenschilddrüsen, der Hypophyse und der Inselzellen der Bauchspeicheldrüse gekennzeichnet.
Die Häufigkeit (Prävalenz) wird in Deutschland auf 3 bis 20 Fälle pro 100.000 geschätzt.

### Klinisches Bild
Die häufigste Manifestation des MEN-1-Syndroms ist der primäre Hyperparathyreoidismus durch Nebenschilddrüsen-Adenome bei über 90 % der Patienten, oft ab dem 20. Lebensjahr. Bis zum 40. Lebensjahr liegt bei der Mehrzahl der Betroffenen ein Hyperparathyreoidismus vor. Typische Symptome sind kalziumhaltige Nierensteine, Knochenveränderungen sowie gastrointestinale und muskuläre Beschwerden.
Die zweithäufigste Manifestation sind Neoplasien der Inselzellen im Pankreas und allgemein neuroendokrine Tumoren des Zwölffingerdarms und der Bauchspeicheldrüse bei 70–100 % der Patienten, vor allem ab dem 20. Lebensjahr. Die häufigsten Hormone, die aus den Inselzellen verstärkt freigesetzt werden, sind:
| Häufigkeit | vermehrt produziertes Hormon          | klinisches Syndrom        |
| ---------- | ------------------------------------- | ------------------------- |
| 75–85 %    | pankreatisches Polypeptid             |                           |
| 60 %       | Gastrin                               | Zollinger-Ellison-Syndrom |
| 30–35 %    | Insulin                               | Insulinom                 |
| 3–5 %      | vasoaktives intestinales Peptid (VIP) | Verner-Morrison-Syndrom   |
| 5–10 %     | Glucagon                              | Glucagonom                |
| 1–5 %      | Somatostatin                          |                           |

Daneben treten bei 30–40 % der Betroffenen und meist ab dem 20. Lebensjahr Adenome des Hypophysen-Vorderlappens auf, dies kann zu einer Überfunktion der Hormone ACTH, CRH, GHRH, Calcitoninprodukte, Neurotensin, Gastroinhibitorisches Peptid oder seltener anderer Hormone führen.
Ebenfalls meist ab 20 Jahren finden sich ebenfalls bei 30–40 % der Betroffenen Tumoren der Nebennierenrinde.
Seltenere und späteren Manifestationen der MEN1 sind:
- Bronchopulmonale neuroendokrine Tumoren in 5–10 %, meist ab dem 30. Lebensjahr
- Thymus-Karzinoide fast nur bei Männern, in unter 5 %, meist ab dem 30. Lebensjahr
- Neuroendokrine Tumoren des Magens in 10 %, ebenfalls meist erst ab 30 Jahren
- Brustkrebs in etwa 5 %, meist ab dem 40. Lebensjahr
- Meningeome in etwa 8 %, ab dem 40. Lebensjahr.

Darüber hinaus finden sich bei 40–80 % der Betroffenen Veränderungen der Haut und des Unterhautgewebes, vor allem Angiofibrome, Lipome und Kollagenome.
Tumore oder Hormonstörungen sind bei Kindern selten, sie wurden aber auch bereits im frühen Kindesalter beschrieben. Trotzdem sind therapierelevante Tumore vor dem 20. Lebensjahr mit unter 15 % selten.

### Genetik
Als Auslöser der MEN1 wurde 1997 eine inaktivierende Mutation im MEN1-Gen beschrieben, das auf dem 11. Chromosom liegt (11q13). Bis 2024 wurden über 1.300 verschiedene Mutationen beschrieben, wobei es keine Korrelation zwischen Mutation und Phänotyp gibt.
Bei 5–10 % der Patienten mit MEN1 konnte keine MEN1-Mutation gefunden werden. In einigen Fällen wurde aber eine Mutation des Gens CDKN1B gefunden, und dies wird nunmehr als MEN Typ 4 eingeordnet. In anderen Fällen wurde eine Mutation des Gens MAX (MYC-associaterd factor X) gefunden, und dies als MEN Typ 5 beschrieben. Diese beiden neuen Unterformen ähneln dem Typ 1, lassen sich aber anhand der Manifestationsformen unterscheiden.
Das Gen MEN1 exprimiert das Protein Menin, das als Tumorsuppressor angesehen wird. Es spielt eine Rolle im Zellzyklus, die genaue Funktion ist aber noch nicht vollständig aufgeklärt.

### Früherkennung und Screening
Seit Entschlüsselung des verantwortlichen MEN1-Gens sind prädiktive Gentests und damit auch ein regelmäßiges Früherkennungsprogramm möglich. Dieses sollte aufgrund der Seltenheit und Besonderheit der Erkrankung an spezialisierten Zentren erfolgen.
Ein Gentest wird bei allen erstgradigen Verwandten von Patienten mit genetisch gesicherter Diagnose empfohlen, sowie bei Patienten, die vor allem in jüngeren Jahren mindestens zwei der MEN1-typischen Neoplasien aufweisen.

### Prognose
Während in den 1990er Jahren die Lebenserwartung bei MEN1 bei etwa 55 Jahren lag, ist sie durch Screening und Früherkennungsprogramme auf mindestens 70 Jahre gestiegen.
Für die krankheitsspezifische Mortalität sind vor allem Tumoren des Zwölffingerdarms und der Bauchspeicheldrüse sowie neuroendokrine Tumoren des Thymus verantwortlich.

## MEN 2
Die MEN-2-Syndrome sind durch medulläre Schilddrüsenkarzinome und Phäochromozytome gekennzeichnet.
Ursächlich sind aktivierende Mutationen des RET-Protoonkogens. Das Gen befindet sich auf dem langen Arm von Chromosom 10 (10q11.2) und codiert für einen Tyrosinkinaserezeptor. Die Erkrankung wird autosomal-dominant vererbt. Es sind mehrere verschiedene Mutationsarten bekannt, die zur Ausbildung des Syndroms führen können. Gerade beim familiär gehäuften Auftreten von C-Zellkarzinomen liegt der Verdacht einer MEN 2 nahe.

### MEN 2
Das MEN-2-Syndrom wurde 1961 von J. H. Sipple beschrieben und wird daher auch als Sipple-Syndrom bezeichnet.
Die häufigste Manifestation ist das medulläre Schilddrüsenkarzinom, das meist bereits im Kindesalter auftritt und mit einer Hyperplasie der C-Zellen beginnt, die Calcitonin produzieren.
Ein Phäochromozytom kommt bei etwa 50 % der Patienten vor. In der Hälfte der Fälle tritt der Tumor beidseitig auf, mehr als die Hälfte der Patienten entwickelt nach einseitiger Entfernung der Nebenniere innerhalb von 10 Jahren ein Phäochromozytom der anderen Seite.
Bei 15 bis 20 % der Patienten tritt ein primärer Hyperparathyreoidismus auf, meist zwischen dem 20. und 40. Lebensjahr.
Das MEN-2A-Syndrom hat noch folgende Sonderformen:
Familiäres Medulläres Schilddrüsenkarzinom
Auch FMTC (engl. familial medullary thyroid carcinoma)
MEN 2A mit kutaner Lichenamyloidose
MEN 2A mit Morbus Hirschsprung

### MEN 3
Das MEN-3-Syndrom (ehemals MEN-2B-Syndrom) wird auch als Williams-Pollok-Syndrom oder Gorlin-Vickers-Syndrom bezeichnet. Es umfasst neben dem Medullären Schilddrüsenkarzinom und Phäochromozytom Neurinome der Schleimhäute, Ganglioneuromatose, und einen marfanoiden Habitus (Körperbau ähnlich wie beim Marfan-Syndrom: schlanker Körperbau, lange Extremitäten, Arachnodaktylie, Überstreckbarkeit der Gelenke).
Das Medulläre Schilddrüsenkarzinom tritt bei dieser Form früher auf und wächst aggressiver als beim MEN 2A. Die Erkrankung tritt gelegentlich schon im 1. Lebensjahr mit Metastasen auf und endet meist im 2. oder 3. Lebensjahrzehnt tödlich.
Charakteristisch sind die Schleimhautneurinome, die an der Zungenspitze, den Augenlidern und im gesamten Magen-Darm-Trakt vorkommen.

### Früherkennung und Therapie
Für die Prognose der Patienten ist der Verlauf des Medullären Schilddrüsenkarzinoms entscheidend. Der letztlich tödliche Verlauf lässt sich nur durch eine Thyreoidektomie (vollständige Entfernung der Schilddrüse) vor dem Auftreten von Metastasen verhindern. Ein Screening der Familienangehörigen eines Patienten mit MEN 2A ist mittels entsprechender DNA-Analyse leicht möglich, wenn die entsprechende Mutation des RET-Protoonkogens des Indexpatienten bekannt ist.
Bei Kindern, bei denen eine Mutation mit hohem Entartungsrisiko gefunden wurde, oder eine Mutation, die mit einem MEN 2B assoziiert ist, wird unmittelbar nach Diagnose-Stellung die Thyreoidektomie und zentrale Halslymphknoten-Dissektion durchgeführt. Bei bestimmten anderen Mutationen mit mittlerem Entartungsrisiko wird die Entfernung der Schilddrüse zumindest vor dem 6. Lebensjahr empfohlen. Bei Mutationen mit geringem Risiko wird die Operation zwischen 6. und 12. Lebensjahr empfohlen. Der früher auch empfohlene ein- bis zweijährliche Pentagastrin-Test (Bestimmung des Serum-Calcitonins nach Stimulation mit Pentagastrin) wird aktuell (2015) nicht mehr durchgeführt, weil Pentagastrin nicht mehr verfügbar ist.
Bei allen nachgewiesenen Mutationen im Bereich des RET-Protoonkogens sollten jährliche Screening-Untersuchungen auf das Vorliegen eines Phäochromozytoms durchgeführt werden, hierfür werden die Katecholamine und Metanephrine im Blutplasma oder Sammelurin bestimmt.
Ein Hyperparathyreoidismus lässt sich durch Bestimmung des Serum-Kalziums und des Parathormons in mehrjährigen Abständen erkennen, bei familiärer Häufung in kürzeren Abständen.